# Climbazolo
Il climbazolo è un antimicotico utilizzato comunemente negli shampoo antiforfora e in altri preparati per il trattamento della dermatite seborroica. Appartiene alla categoria dei derivati imidazolici, e gli studi effettuati evidenziano che la sua azione fungicida è legata alla forma enolica del composto.

## Utilizzo
Oltre ad essere attivo contro la Malassezia furfur, ovvero il fungo considerato responsabile dell'insorgere della forfora, il climbazolo è in grado di inibire anche le specie Aspergillus, Penicillium, Candida e Paecilomyces per cui il suo uso è raccomandato anche per garantire l'igiene domestico degli indumenti.
Nei prodotti che richiedono il risciacquo la concentrazione massima del climbazolo può raggiungere il 2%, mentre in tutti gli altri casi la sua concentrazione massima è fissata allo 0,5%. Può essere impiegato in associazione con altri composti dall'azione affine quali lo zinco piritione e il triclosan.
Il composto, essendone dimostrata anche l'efficacia contro la Malassezia pachydermatis (nota anche come Malassezia canis), viene pure adoperato in campo veterinario. La Malassezia pachydermatis è una specie zoofila presente normalmente nel cerume di cani e gatti ed è implicata nella patogenesi dell'otite esterna non suppurativa.

## Agricoltura
Oltre all'ambito della medicina e cosmesi sia umana sia veterinaria, il climbazolo trova inoltre utilizzo come fungicida in agricoltura per la protezione del raccolto.